# Scarlet Samurai: Incarnation
Scarlet Samurai: Incarnation – to amerykańsko-kanadyjski film fabularny z 2013 roku, stanowiący hybrydę kina akcji, filmu przygodowego i fantasy. Scenarzystami i reżyserami obrazu są Tara Cardinal i David R. Williams; w rolach głównych wystąpili Cardinal, Christian Boeving i Alicen Holden. Film powstał jako produkcja niezależna, kręcony w Hollywood w Kalifornii oraz w Buffalo w stanie Nowy Jork. Cardinal i Boeving współpracowali już przy produkcji dwóch innych filmów z tego roku: Legend of the Red Reaper i Zombie Massacre. Premiera Scarlet Samurai: Incarnation nastąpiła 10 października 2013 w Los Angeles.

## Opis fabuły
Grupa miejskich eksploratorów postanawia zwalczyć złowrogą istotę, kryjącą się w zakamarkach Buffalo Central Terminal i czyhającą na życie przypadkowych ofiar. Zespołowi przewodzi Ikari − homoseksualna studentka chińsko-żydowskiego pochodzenia, wiodąca życie pełne problemów. W pokonaniu przeciwnika pomogą jej siostra-bliźniaczka Feng, przyjaciel-gej Michael i gotycka praktykantka sztuk walki Tavy.

## Obsada
- Christian Boeving − profesor Harrison
- Tara Cardinal − Feng/Ikari
- Alicen Holden − Becks
- Maria Olsen − Jacqueline Chan
- DeeDee Bigelow − Sheila Pratt
- Patricia M. Dunn − 	Tavi
- Justin Irwin − Michael
- Catherine Scrivo − Lindsey
- Sean Wyn − Jiang Shi